# Sphenomorphus cyanolaemus
Espèce
Statut de conservation UICN

 LC  : Préoccupation mineure
Sphenomorphus cyanolaemus est une espèce de sauriens de la famille des Scincidae.

## Répartition

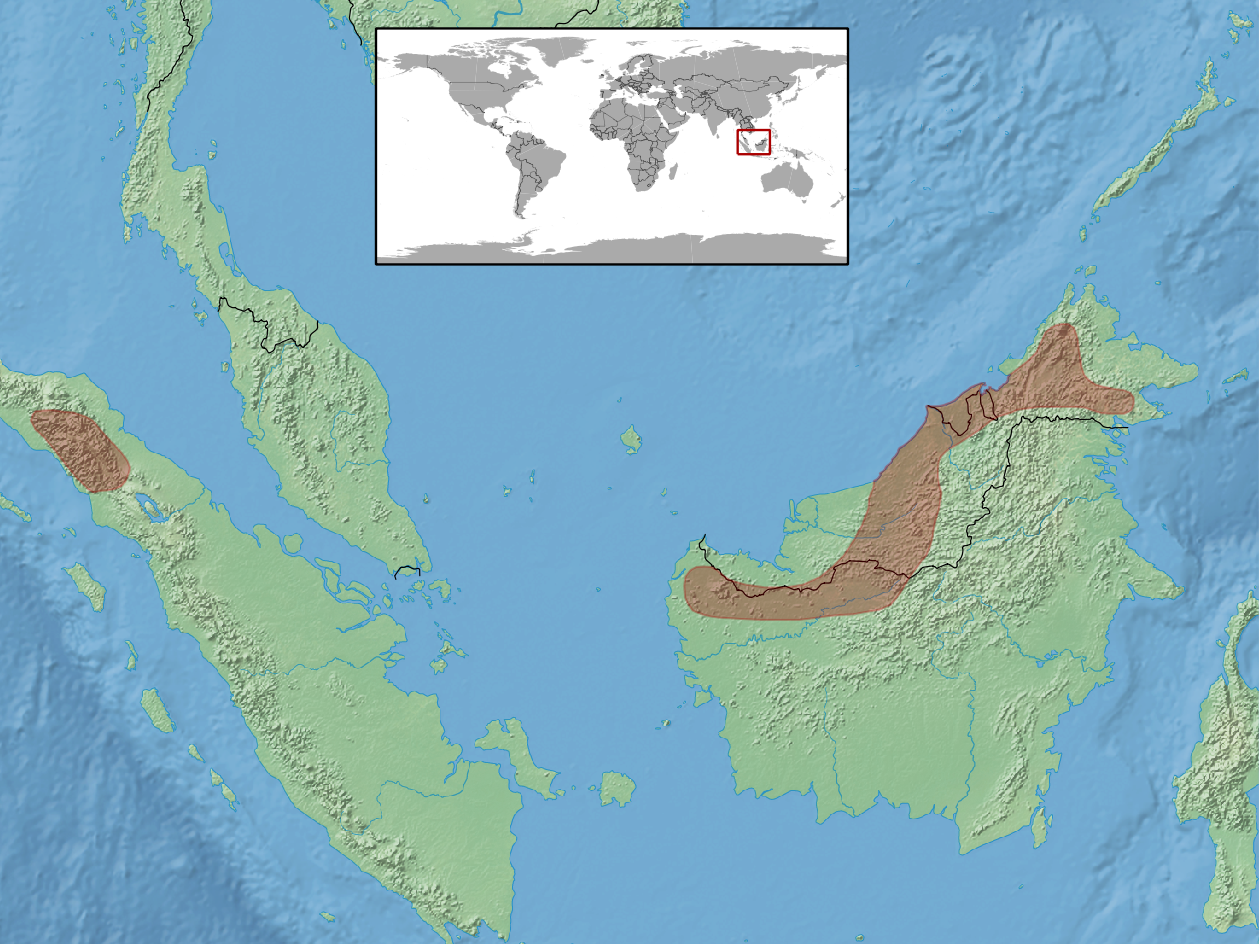
Répartition de l'espèce.

Cette espèce se rencontre :
- en Indonésie au Kalimantan et sur l'île de Sumatra ;

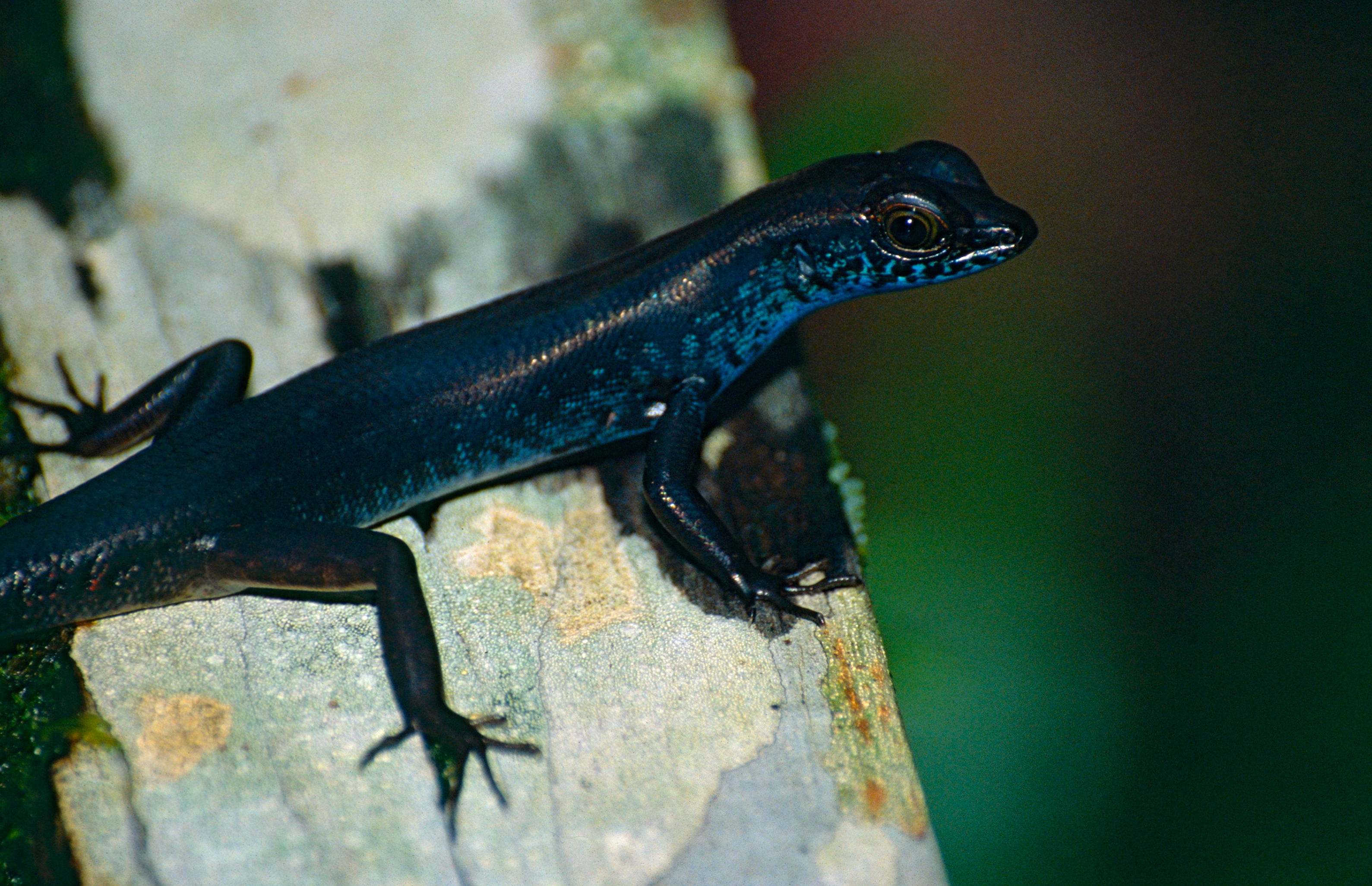

- en Malaisie orientale.

## Publication originale
- Inger & Hosmer, 1965 : New species of scincid lizard of the genus Sphenomorphus. Israel Journal of Zoology, vol. 14, p. 134-140.